# Alan Curbishley
Llewellyn Charles 'Alan' Curbishley (født 8. november 1957 i London, England) er en tidligere engelsk fodboldspiller og nuværrende manager. Han har været manager for de engelske klubber Charlton Athletic og West Ham United.